# Tøkeskjeret
Tøkeskjeret est une île dans le landskap Sunnhordland du comté de Vestland. Elle appartient administrativement à Øygarden.

## Géographie
Rocheuse et désertique, à fleur d'eau, elle s'étend sur environ 78 m de longueur pour une largeur approximative de 46 m.
Elle compte un fanal à sa pointe sud.